# Мюленфлис
Мюленфлис (нем. Mühlenfließ) — община в Германии, в земле Бранденбург.
Входит в состав района Потсдам-Миттельмарк. Подчиняется управлению Нимег.  Население составляет 950 человек (на 31 декабря 2010 года). Занимает площадь 58,22 км².
Коммуна подразделяется на 4 сельских округа.

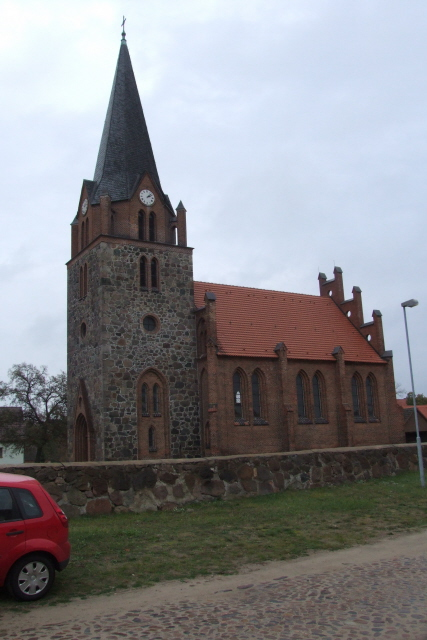
Мюленфлис

| Год  | Население |
| ---- | --------- |
| 2005 | 978       |
| 2010 | 945       |